# 神戸勝
神戸 勝（かんべ まさる、1938年（昭和13年）11月5日 - ）は、日本のフィールドホッケー選手、実業家。

## 経歴・人物
愛知県生まれ。明治大学出身。1960年ローマオリンピックで男子トーナメントに出場した。
ほか、2度のアジア大会（東京・ジャカルタ）や世界選手権（インド）に出場し、愛知県の国体3連覇（第16～18回）に貢献した。トヨタビスタ信州常務取締役を歴任した。表示灯フラーテルホッケーチーム部長。